# Простатитис
Простатитис  је инфекција или упала простате која се манифестује као неколико синдрома са различитим клиничким карактеристикама. Како се термин простатитис дефинише као микроскопско запаљење ткива простате и дијагноза ове инфекције обухвата широк спектар клиничких стања која
укључују акутни и хронични бактеријски простатитис, у којем доказано присуство инфективног агенса, али и синдром простатитиса или чешће хроничног синдром карличног бола код којег инфективни агенс није идентификован и чији етиологија мултифакторна и у већини случајева нејасна. 
Простатитис и хронични синдром карличног бола дијагностикују се на основу симптоматологије и доказа инфекције и упале који су локализовани у простати. Иако је узрочни патоген откривен рутинским методама у само 5-10% случајева и за те облике простатитиса антимикробна терапија има рационалну основу. Остали пацијенти се лече емпиријски бројним фармаколошким и хируршким методама. За очекивати је да ће недавни напредак у класификацији и примени савремених метода, укључујући молекуларну биологију, обезбеди адекватну систематизацију терапијских третмана простатитиса.

## Класификација
Национални институт за здравље (НИХ) препознао и дефинисао систем класификације за простатитис 1999. године, у коме је приказао 4 синдрома простатитиса (види табелу):
| Тип | Назив и опис |
| --- | --- |
| I   | Акутни бактеријски простатитис |
| II  | Хронични бактеријски простатитис Поновљене инфекције мокраћног тракта Хроничне инфекције простате |
| III | Хронични небактеријски простатитис - хронични карлични болни синдром (CPPS) (непријатан осећај или бол у пределу карлице, који траје најмање три месеца са различитим поремећајима мокрења и сексуалних тегоба) IIIa- Инфламаторни хронични абактеријски простатитис (леукоцити у сперми) IIIb- Неинфламаторни хронични абактеријски простатитис (без леукоцита у сперми) |
| IV  | Асимптоматски инфламаторни простатитис (хистолошки простатитис) Докази о запаљењу у биоптату, сперми/експрету простате, без симптома |

## Епидемиологија

### Морбидитет
Простатитис је једна од најчешћих болести која се јавља у уролошким ординацијама, која се само у Сједињеним Државама,у којима је забележено око два милиона амбулантних случајева годишње. Дијагноза се поставља код приближно 25% мушких пацијената који имају генитоуринарне симптоме. Док је студије аутопсије  открила хистолошку преваленцију простатитиса од 64-86%.
Отприлике 8,2% мушкараца има простатитис у неком тренутку свог живота. Међу четри категорије простатитиса, најчешћи је хронични простатитис/хронични карлични болни синдром, који чини 90-95% случајева простатитиса. Акутни бактеријски простатитис и хронични бактеријски простатитис чине око 2-5% случајева. Пошто се асимптоматски инфламаторни простатитис идентификује само случајно, тешко је проценити његову укупну преваленцију. 
Преваленција простатитиса међу мушкарцима у Северној Америци, Европи и Азији се процењује на између 2-10%.    

### Старост
Код пацијената млађих од 35 година, најчешћа варијанта синдрома је акутни бактеријски простатитис. Болести повезане са ХИВ-ом се такође претежно примећују код млађих пацијената.
Међу старијим пацијентима, најчешћи је небактеријски простатитис. Према извештајима о случајевима Вегенерове грануломатозе у четвртој и петој деценији живота, простатитис може бити презентна карактеристика Вегенерове грануломатозе и клиничка манифестација релапса.
Гљивичне инфекције са  кокцидиоидомикозом, бластомикозом, хистоплазмозом, криптококозом, кандидијазом, аспергилусом и паракоки-диоидомикозом и микобактеријска инфекција са М туберкулозом  су такође пријављене код старијих пацијената.

## Етиологија
Акутни бактеријски простатитис може бити узрокован узлазном инфекцијом кроз уретру, рефлуксом урина у канале простате или директним ширењем или ширењем лимфе из ректума. Приближно 80% патогена су грам-негативни организми ( Escherichia coli, Enterobacter, Serratia, Pseudomonas, Enterococcus, и Proteus species).  Мешовите бактеријске инфекције су неуобичајене. Иако се већина случајева може приписати горе поменутим бактеријама, постоји један извештај о случају простатитиса који је последица Aeromonas hydrophila и A caviae   који је болесник добио током роњења у пећини на Флориди.
Узмите у обзир инфекцију Neisseria gonorrhoeae и Chlamydia trachomatis код сваког мушкарца млађег од 35 година који има симптоме уринарног тракта.
Болесници у старачким домовима са сталним уретралним катетерима такође могу бити изложени повећаном ризику од акутног бактеријског простатитиса. 
Склеротерапија за ректални пролапс такође може повећати ризик.
Хронични бактеријски простатитис може бити последица следећих фактора:
- Примарни проблем дисфункције мокрења, било структурни или функционални
- E coli је одговорна за 75-80% случајева хроничног бактеријског простатитиса. Ентерококи и грам-негативни аероби као што је Псеудомонас се обично изолују у остатку случајева.
- C trachomatis,Ureaplasma species, Trichomonas vaginalis
- Неуобичајени организми, као што су  M tuberculosis и Coccidioides, Histoplasma, иCandida су врсте које се такође морају узети у обзир. Туберкулозни простатитис се може наћи код пацијената са туберкулозом бубрега
- Вирус хумане имунодефицијенције
- Хумани цитомегаловирус
- Инфламаторна стања (нпр. саркоидоза)

Етиологија хроничног простатитиса и хронични карлични болни синдром је слабо схваћена, али може укључивати инфективни или инфламаторни иницијатор који доводи до неуролошких повреда и дисфункције карличног дна коју карактерише повећан тонус карлице. Најзаступљеније место бола је перинеално (63% пацијената), а затим следе тестис и пенис. Чини се да урогенитални бол више смета пацијентима од уринарних симптома. 
Инфламаторна болест црева присутна је код 25% пацијената са хроничним карличним болним синдром. Око 5-8% мушкараца са овим синдромом на крају има бактеријски патоген изолован из мокраће или исцедка простате.
Узроци хроничног простатитиса и синдрома хроничног карличног бола могу укључивати следеће:
- Функционална или структурна патологија мокраћне бешике, као што је примарна опструкција везикалног врата, псеудодисинергија (неуспех спољашњег сфинктера да се опусти током мокрења), поремећена контрактилност детрузора или аконтрактилни мишић детрузора
- Опструкција ејакулационог канала
- Повећана напетост бочног зида карлице
- Неспецифично запаљење простате

Узроци асимптоматског инфламаторног простатитиса су недовољно схваћени.

## Клиничка слика
Пацијенти са акутним бактеријским простатитисом могу имати следеће знаке и симптоме болести:
- Грозница, језа, малаксалост
- Артралгије, мијалгије
- Перинеални / простатични бол, дисурија
- Симптоми опструктивног уринарног тракта, укључујући дисурију, ноктурију,  слаб млаз и непотпуно пражњење
- Слабо изражен бол у леђима, бол у доњем стомаку
- Спонтано пражњење из уретре

Пацијенти са хроничним бактеријским простатитисом обично немају системске симптоме. Уместо тога, ови пацијенти могу имати следеће:
- Интермитентна дисурија
- Интермитентни симптоми опструкције уринарног тракта
- Понављајуће инфекције уринарног тракта[5]

Пацијенти са хроничним простатитисом и синдромом хроничног карличног бола могу имати следеће знаке и  симптоме:
- Бол или нелагодност у карлици, укључујући перинеални, супрапубични, кокцигеални, ректални, уретрални и тестикуларни/скротални бол више од 3 од претходних 6 месеци без документованих инфекција уринарног тракта изазваних уропатогенима.[5]
- Симптоми опструкције уринарног тракта, укључујући учесталост, дисурију и непотпуно мокрење
- Ејакулациони бол
- Еректилна дисфункција

Асимптоматски инфламаторни простатитис по дефиницији не производи симптоме.
Не гтреба занемарити простатитис када тражи узрок сепсе код пацијената са дијабетес мелитусом, пацијената на дијализи због хроничне бубрежне инсуфицијенције, пацијената са ослабљеним имунитетом и пацијената након операције који су имали уретралне инструменте. У свим тим околностима, простатитис може довести до уросепсе.

## Дијагноза
Значајно је да налази физичког прегледа, посебно ректалног прегледа, нису специфични за сваку дијагностичку категорију простатитиса. Међутим, преглед код пацијената са акутним бактеријским простатитисом може открити следеће:
- Супрапубична осетљивост абдомена
- Повећана осетљива бешика због задржавања урина

Током прегледа треба избегавати масажу простате код пацијената са акутним бактеријским простатитисом.
Физички преглед код пацијената са хроничним бактеријским простатитисом може открити следеће:
- Нормални налаз на прегледима између акутних епизода
- Нодуле или нормалну жлезда на дигиталном ректном прегледу
- Супрапубична осетљивост током акутних епизода

Физички преглед пацијената са хроничним простатитисом и синдромом хроничног карличног бола може открити следеће:
- Благо осетљива или нормална простата на дигиталном ректном прегледу
- Затегнут анални сфинктер на дигиталном ректном прегледу

Дигитални ректални преглед код пацијената са асимптоматским инфламаторним простатитисом може открити нормалну простату.
Код болесника са клиничким погоршањем болести упркос одговарајућем лечењу, или код оних који су имунокомпромитовани или предиспонирани на бактеријемију или емболијске компликације (дијабетичари, HIV позитивни), саветује се снимање карлице компјутеризовaном томографијом или магнетном резонанцом, или преглед ултразвуком са трансректалном сондом, да би се дијагностиковао апсцес простате.

## Диференцијална дијагноза
Диференцијално дијагностички код простатитиса требало би узети у обзир ова стања:
- Циститис .
- Доброчудну хиперплазију простате.
- Калкулозу уринарног тракта.
- Страно тело у уринарном тракту.
- Рак мокрачне бешике.
- Апсцес простате.
- Ентеровезикалну фистулу.

## Терапија
Одмах по узорковању мокраће акутни бактеријски простатитис захтева брзо увођење емпиријских антибиотика ( док не пристигну резултати културе која је узета у почетку лечења) који покривају најчешће проузроковаче из групе грам-негативних бактерија (пеницилини широког спектра, цефалоспорини треће генерације и флуорохинолони у комбинацији са аминогликозидима).  Как су подаци о лечењу акутног простатитиса ограничени и нема упоредних испитивања који би проценили оптимални антимикробни избор препоруке за емпиријску терапију заснивају се на вероватноћи да је нека бактерија изазвала инфекцију. Најчешће се користе два антибиотика из различитих група. Препорука је употреба пеницилина широког спектра, цефалоспорина треће генерације и флуорохинолона који се иницијално комбинују са аминогликозидима. По завршетку парентералне примене антибиотика, наставља се са применом антибиотика перорално најмање још две до четири недеље (флуорохинолони, trimethoprim-sulfomethoхazolе). Уколико се примењују антибиотици перорално, терапија треба да траје минимум четири недеље, а има и препорука да траје 6–8 недеља. 
Уколико се у првих 48 сати лечења не постигне смањење тегоба, болесника треба упутити на болничко лечење а због сумње на појаву компликација као што су ретенција мокраће, апсцеси у простати или се ради о бактеријској резистенцији. У току хоспитализације антибиотици се примeњују интравенски уз рехидрацију, антипиретике, антифлогистике и аналгетике.
Код хроничног простатитиса, где каменци служе као жариште инфекције, може бити потребна трансуретрална ресекција простате (ТУРП) или тотална простатектомија.
Код хроничног абактеријског простатитиса, савременија терапија предвиђа употребу неуромодулаторних лекова као што је прегабалин.

## Прогноза
Код акутног бактеријског простатитиса прогноза је добра ако је лечење правовремено и адекватно.
Код хроничних облика болести са егзацербацијама важно је идентификовати и лечити основна стања, пре свега од стране уролога, јер су рецидиви чести.

## Превенција
Простатитис је обољење које нема праву превенцију. Код болесника који су асимптоматски по завршетку лечења, рутинске анализе мокраће и уринокултуре нису потребни. Само у случају перзистирања и поновне појаве тегоба, посебно код млађих болесника, код којих постоји сумња на узрочнике из групе сексуално преносивих болести, потребно је обавити микробиолошке прегледе и код партнера. 
Примена антибиотика може се поновити у дужем временском периоду, вишом дозом лека или другим леком. Рекурентност је особина хроничног бактеријског простатитиса и захтева примену антибиотика. Рекурентност може бити последица појаве резистенције на антибиотике, непотпуног придржавања протокола лечења или смањене апсорпције лека. Флуорохинолони остају лекови избора за рекурентни бактеријски простатитис. У случају да су примењени у првој епизоди инфекције мање од четири недеље, предлаже се дужа примена, најмање шест недеља, уколико се не посумња на резистенцију бактерија на примењену групу антибиотика.